# ليف كاستبيرج
ليف كاستبيرج هو محامي وسياسي نرويجي، ولد في 23 أبريل 1876، وتوفي في 3 مارس 1950. نشط حزبياً في حزب المحافظين.